# Aéroport international de Chimkent
Pour les articles homonymes, voir CIT.
L’aéroport international de Chimkent (kazakh : Халықаралық Шымкент Әуежайы, russe : Международный Аэропорт Шымкент, (code IATA : CIT • code OACI : UAII) est un aéroport desservant la ville de Chimkent de l'oblys du Kazakhstan-Méridional. En 2004, l'aéroport a accueilli 97 000 passagers.

## Histoire
Initialement, l'aéroport était une base aérienne agricole construite en 1932. En 1933, il commence à manipuler du trafic de fret et des passagers. En 1963, l'aéroport de Chimkent est transféré à son emplacement actuel.
Après un protocole signé en novembre 2012 par les gouvernements kazakh et français, les forces françaises se retirant d'Afghanistan ont reçu l'autorisation d'utiliser l'aéroport de Chimkent. Le matériel militaire arrivant sur des avions français sera ensuite transporté par chemin de fer en Europe. La France a dû financer la création de l'infrastructure nécessaire pour le stockage temporaire ainsi que des douanes plus élevées pour s'assurer des opérations de transbordement à l'aéroport de Chimkent. Elle financera l'acquisition ou la location de véhicules de chargement pour accélérer les chargements de wagons, la construction de 400 m de routes supplémentaires avec revêtement dur, protection des frets dans le stockage temporaire et en cours de route sur le chemin de fer kazakh.

## Situation
| \| 100 km1:25 028 000 \| Turkestan Aktaou Aktioubé Almaty Astana Atyraw Balkhach Chimkent Jezkazgan Kökşetaw Kostanaï Kyzylorda Öskemen Ourdchar Oucharal Oural Pavlodar Petropavl Sary-Arka Semeï Taldykourgan Taraz |
| 100 km1:25 028 000 |

## Compagnies et destinations

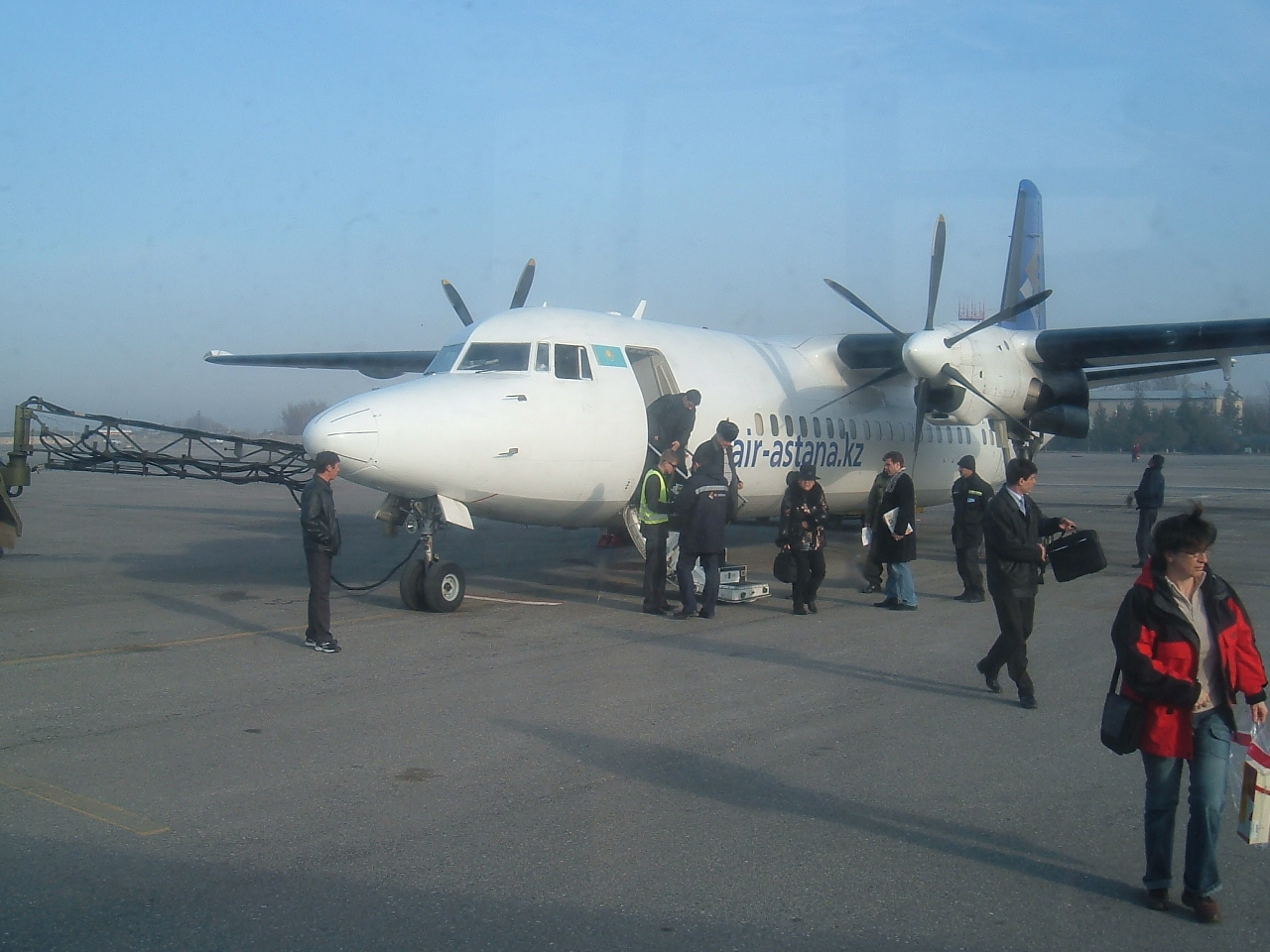
Avion de la compagnie Air Astana

| Compagnies    | Destinations                                                                |
| ------------- | --------------------------------------------------------------------------- |
| Aeroflot      | Moscou Chérémétiévo                                                         |
| Air Astana    | Almaty, Noursoultan                                                         |
| AtlasGlobal   | Istanbul                                                                    |
| Bek Air       | Aktaou, Almaty, Noursoultan                                                 |
| Qazaq Air     | Noursoultan, Aktioubé, Almaty, Pavlodar                                     |
| S7 Airlines   | Novossibirsk-Tolmatchevo                                                    |
| SCAT Airlines | Aktaou, Almaty, Noursoultan, Khodjent, Kökşetaw, Moscou-Vnoukovo, Petropavl |
| SkyBus        | En saison charter : Batoumi-A. Kartveli                                     |
| Ural Airlines | Saint-Pétersbourg-Poulkovo                                                  |

Édité le 27/02/2018